# Inia araguaiaensis
Арагуайский дельфин (лат. Inia araguaiaensis) — южноамериканский вид речных дельфинов, открытый в 2014 году на территории Бразилии. Обитает в бассейне реки Арагуая. Вид отделился от общего с амазонским дельфином предка около 2 миллионов лет назад, когда Арагуая перестала сообщаться с Амазонкой.
Ранее этих дельфинов относили к одному виду с амазонскими. Самостоятельность нового вида установлена по результатам исследования его ядерной и митохондриальной ДНК, а также по морфологическим признакам. Однако морфологические отличия арагуайского дельфина от ближайшего родственника — амазонского — малозаметны. От боливийского (которого самого иногда считают подвидом амазонского) он отличается сильнее. У арагуайского дельфина меньше зубов (24–28 штук в половине каждой челюсти против 25–29 у амазонского и 31–35 у боливийского) и есть некоторые отличия в размерах черепа.
Оценки численности этих дельфинов лежат в пределах от 600 до 1500 особей.